# 旭エンジニアリング
旭エンジニアリング株式会社 (英語: Asahi Engineering CO.,LTD.) は横浜市港北区新横浜に本社を置き、主に設計・製造業向けCAD/PLM/ARなどのソフトウェアを開発・販売する日本の企業である。

## 概要
CAD/CAM/CAEおよびPLM関連のソフトウェアおよびサービスを提供する米国のソフトウェア会社であるPTCや、有限要素法CAEを中心とする解析ソフトウェアを提供する米国のソフトウェア会社であるANSYSの販売代理店を行っている。
また、PTC製品のアドオン製品を開発しており、製造業向けソリューションに関連する事業を行っている。

## 沿革
- 1988年11月 - 旭エンジニアリング株式会社を設立[1]
- 1991年4月 - Hewlett-Packard社のME10向けアドオン製品を開発し、販売開始
- 1997年
  - 1月 - MAT社（Material Automation (Thailand) Co., Ltd.）と合弁会社旭MATを設立。東南アジアにおけるPTCの販売パートナーとなり、PTC製品の販売サポート業務を開始
  - 4月 - 子会社 株式会社ジェー・エス・ワイを設立
- 1999年4月 - CoCreate Solid Designer（現Creo Elements/Direct Modeling）向けアドオン製品を開発し、販売開始
- 2013年10月 - PTCと販売代理契約を締結
- 2014年10月 - エストニア等、ヨーロッパに拠点を置くMIP社とMIP製品の日本総販売代理店契約を締結。PTCと外部委託（開発業務）契約を締結
- 2015年10月 - プライバシーマークを取得(登録番号：10824349号)
- 2016年
  - 6月 - PTCとSAP契約を締結
  - 9月 - 品質マネジメントシステム（ISO9001）を取得
- 2019年3月 - PTC社とIOT/AR分野におけるパートナー契約を締結
- 2021年10月 - 株式移転による持株会社「旭ホールディングス株式会社」を設立。川上識史が代表取締役社長に就任
- 2023年2月 - CAEソフトウェアのリーディングカンパニーであるANSYS社と販売代理店契約を締結

## 事業
- 2DCAD、3DCAD、PLM、AR関連ソフトウェアの開発・販売・コンサルティング
- コンピュータシステム（ハードウェア）の販売
- 設計支援
- 受託開発
- カスタマーサポート

## 関連会社
- 株式会社ジェー・エス・ワイ

## 協力会社
- 株式会社エーゼット
- MIPグループ